# Ocupação de Ningbo
A Ocupação de Ningbo foi um período de cinco meses, entre 1861 e 1862, durante o qual o Reino Celestial Taiping, com êxito, ocupou a cidade de Ningbo, durante a Rebelião de Taiping. Apoio por parte dos franceses e dos britânicos acabaram por permitir que a dinastia Qing conseguisse retomar a cidade.

## Queda de Ningbo
Em dezembro de 1861, Taiping, já tendo controlado o interior da província de Zhejiang por muitos meses, começou a marchar em direcção a Ningbo, sob o comando de Huang Chengzhong e Fan Youzeng. Quando as forças de Taiping se aproximaram da cidade, elas foram abordadas por britânicos, franceses, e por diplomatas americanos que tentaram dissuadi-los de tomar a cidade. Embora os diplomatas ocidentais, inicialmente, tenham sido bem-sucedidos a travar as forças de Taiping, eles foram, em última análise, apenas capazes de extrair promessas de que os seus interesses não seriam prejudicados. No dia 9 de dezembro de 1861, cerca de 60.000 homens de Taiping invadiram Ningbo. Apesar do facto de que os britânicos tinham andado a treinar as forças locais da dinastia Qing, não houve militares que provocassem qualquer oposição à captura de Ningbo por parte dos Taiping.

## Ocupação de Ningbo
A captura de Ningbo deu a Taiping o acesso ao mar e a oportunidade para demonstrar que a governação de Taiping não iria prejudicar interesses estrangeiros. Inicialmente, a reacção dos estrangeiros à ocupação foi positiva, mesmo daqueles que eram normalmente críticos de Taiping, como Harry Parkes e S. Wells Williams. No entanto, apesar de os Taiping serem bem-disciplinados e terem tomado medidas conducentes ao comércio, mais tarde uma série de erros fez com que os britânicos começassem a vê-los com maus olhos, tendo mesmo começado a prepararem-se para uma eventual retomada da cidade pelos Qing.
Chen Zhengyue, um bagongsheng e membro da mais ricas famílias do Condado de Ying, desenvolveu um plano para retomar Ningbo. Ele convenceu as tropas de Qing para tentar retomar Ningbo, colaborou com os exércitos estrangeiros para organizar uma acção aliada, e forneceu o financiamento para a expedição.

## Retomada de Ningbo
No dia 10 de Maio de 1862, Zheng Afu, o servo pessoal de Frederick E. B. Harvey, e Apak, uma pirata costeira que comandou uma frota de 150 pequenos barcos armados que, com êxito, incitou um ataque britânico, disparando contra o HMS Encounter (1846) do lado do rio de Taiping. Este ataque de falsa bandeira que matou dois soldados britânicos fez com que Roderick Dew, o comandante do Encounter, juntamente com os franceses, a iniciarem uma completa chuva de artilharia de barragem em Taiping. Camponeses e piratas, em seguida, invadiram Ningbo. Zheng foi pessoalmente responsável por dirigir a tortura e a execução sumária de prisioneiros no rescaldo da operação.

## Rescaldo
Depois de Ningbo ser sido recapturada pelas forças da dinastia Qing, Apak e a sua frota de piratas começaram a bloquear o rio e interromperam o comércio da cidade.